# Tổng đốc La Mã của Britannia
Đây là một phần danh sách của các thống đốc của người La Mã ở Anh từ 43 đến 409. Khi tỉnh thống nhất "Britannia" được hình thành, La Mã Anh là một tỉnh lãnh sự, có nghĩa là thống đốc của nó đã phải đầu tiên phục vụ như là một lãnh sự tại Rome trước khi họ có thể chi phối nó. Trong khi thứ hạng này có thể thu được, hoặc như là một suffect hoặc ordinarius, một số thống đốc đã là consules ordinarii, và cũng xuất hiện trong Danh sách Early Imperial Roman lãnh sự. Sau khi La Mã Anh đã chia, đầu tiên thành hai (đầu thế kỷ thứ 3), sau đó thành bốn (293), thống đốc sau này có thể được các cấp bậc thấp hơn, cưỡi ngựa.
Một số thống đốc được các nhà viết sử La Mã viết ra, nhưng một số khác thì không có thật và có thể đó bịa đặt mà ra
Governors Claudian
1. Aulus Plautius (43-47)
2. Publius Ostorius xương bả vai (47-52)
3. Aulus Didius Gallus (52-57)
4. Quintus Veranius (57-57)
5. Gaius Suetonius Paulinus (58-62)
6. Publius Petronius Turpilianus (62-63)
7. Marcus Trebellius Maximus (63-69)

Flavian Governors [sửa]
1. Marcus Vettius Bolanus (69-71)
2. Quintus Petillius Cerialis (71-74)
3. Sextus Julius Frontinus (74-78), cũng là một quân sự và văn kỹ thuật
4. Gnaeus Julius Agricola (78-84), chinh phục Caledonia
5. Sallustius LUCULLUS (không chắc chắn; 84 - 89 c.)
6. Aulus Vicirius Proculus (fl. 93)
7. Publius Metilius Nepos (không chắc chắn;. C 96 - 97 c.)

Trajanic Governors [sửa]
1. Tiberius Avidius Quietus (c 97 -.. C 101)
2. Lucius Neratius Marcellus (c 101 -. 103 c.)
3. Unknown (c 103 -. 115)
4. Marcus Appius Bradua (không chắc chắn; 115-118)

Hadrianic Governors [sửa]
1. Quintus Pompeius Falco (118-122)
2. Aulus Platorius Nepos (122 -. C 125)
3. Trebius Germanus (không chắc chắn; c 127.)
4. Sextus Julius Severus (c 131 -. 133 c.)
5. Publius Mummius Sisenna (không chắc chắn;.. C 133 - 135 c)
6. Antonine Governors [sửa]
7. Quintus Lollius Urbicus (c 138 -. 144 c.)
8. Gnaeus Papirius Aelianus (c 145 -. 147 c.)
9. Unknown (. C 147 - 154 c.)
10. Gnaeus Julius Verus (c 154 -. C 158.)
11. Longinus (c 158 -. 161)
12. Marcus Statius Priscus (c 161 -. 162 c.)
13. Sextus Calpurnius Agricola (c 163 -. C 166.)
14. Unknown (c 166 -. 175)
15. Quintus Antistius Adventus (c 175 -. 178 c.)
16. Caerellius Priscus (không chắc chắn;.. C 178 - 181 c)
17. Ulpius Marcellus (c 181 -. 185 c.)
18. Publius Helvius Pertinax (c 185 -. 187 c.), Sau đó Hoàng đế La Mã
19. Unknown (. C 187 - 191 c.)
20. Decimus Clodius Albinus (c 191 -. C 197.), Kẻ cướp ngôi hoàng đế

Severan Governors [sửa]
1. Virius Lupus (197 -. C 200)
2. Pollienus Auspex (c. 201)
3. Marcus Antius Crescens Calpurnianus (diễn xuất;. C 202)
4. Gaius Valerius Pudens (c 202 -. 205 c.)
5. Lucius Alfenus senecio (c 205 -. 207 c.)
6. C. Junius Faustinus Postumianus (c 208 -. 211 c.)

Một số nguồn tin liệt kê một thống đốc nữa, một giây Ulpius Marcellus. Ông được xem như là một đứa con trai đầu tiên Ulpius Marcellus, phục vụ. c. 211. Điều này được dựa trên một dòng chữ misdated và hiện nay nó được chấp nhận mà nó đề cập đến Ulpius chỉ Marcellus trước đó.
Hai con trai của hoàng đế Septimius Severus, Caracalla và Publius Septimius Geta, quản lý các tỉnh ở mức độ nào trong và ngay sau chiến dịch của người cha có diễn ra giữa 208 và 211.
Phân chia thành Britannia Superior và Hạ [sửa]
Danh sách này giả định sự phân chia thức xảy ra c. 213.
Britannia Superior [sửa]
1. Tiberius Julius Pollienus Auspex (đôi khi trong c 223 -. 226)
2. Gaius Junius Faustinus Postumianus (có lẽ đôi khi trong 222-235)
3. Rufinus (có thể là vào đầu thế kỷ thứ 3)
4. Marcus Martiannius pulcher (thế kỷ thứ 3)
5. Titus Desticius Juba (253-255)
6. Britannia Hạ [sửa]
7. Gaius Julius Marcus (213)
8. Marcus Antonius Gordianus (216)
9. Modius Julius (bằng 219)
10. Tiberius Claudius Paulinus (c. 220)
11. Marius Valerianus (221 - 222/223)
12. Claudius Xenophon (223)
13. Maximus (225)
14. Claudius Apellinus (đôi khi trong 222-235)
15. Calvisius Rufus (đôi khi trong 222-235)
16. Valerius Crescens Fulvianus (đôi khi trong 222-235)
17. Tuccianus (237)
18. Maecilius fuscus (đôi khi trong 238-244)
19. Egnatius Lucillianus (đôi khi trong 238-244)
20. Nonius Philippus (242)
21. Octavius Sabinus (đôi khi trong 260-269), dưới đế chế Gallic

Giáo phận của Britains [sửa]
Sau sự tái hấp thu của Anh vào Đế chế La Mã, hòn đảo được tiếp tục phân hoạch lại bởi Diocletian, lần này vào bốn tỉnh riêng biệt, Maxima Caesariensis ở phía đông nam, với thủ đô London, Flavia Caesariensis ở phía đông, với thủ đô là Lincoln, Britannia Secunda ở phía bắc, với thủ đô York, và Britannia Prima ở phía tây (bao gồm cả ngày nay Wales), với thủ đô là Cirencester. Một tỉnh có thứ gọi là Valentia cũng một thời gian ngắn tồn tại, có thể là ở phía bắc. Mỗi có một thống đốc của bậc cưỡi ngựa (một praeses) và họ đã được giám sát bởi một vicarius. Cuối thế kỷ thứ 4, thống đốc của Maxima Caesariensis phải được các bậc lãnh sự. Các tên gọi sau đây là số ít trong đó đã tồn tại từ thời kỳ này, bao gồm gần 100 năm cho đến khi c. 408, khi chính quyền dân sự La Mã đã bị trục xuất bởi các cư dân bản địa. [Cần dẫn nguồn]
Vicarii [sửa]
1. Pacatianus (c. 319)
2. Flavius Martinus (c. 353)
3. Alypius của Antioch (361-363, ngay sau khi Flavius Martinus)
4. Civilis (369)
5. Victorinus (có lẽ đôi khi trong 395-406)
6. Chrysanthus (có lẽ đôi khi trong 395-406)

Governors [sửa]
1. Aurelius Arpagius (có thể Britannia Secunda; đôi khi trong 296-305)
2. Flavius Sanctus (giữa thế kỷ thứ 4)
3. Lucius Septimius (Britannia Prima, ngày chưa biết)
4. Những vị vua khác ở La Mã Anh [sửa]
5. Kẻ tiếm quyền và cai trị của Anh dựa trên of the Western Empire [sửa]
6. Trong c. 278, một thống đốc không biết nổi loạn nhưng đã nhanh chóng bị đánh bại
7. Carausius (286-293), trụ sở tại Anh Tribhuvanadityavarman hoàng đế
8. Allectus (293-296), Carausius 'người kế nhiệm
9. Magnentius (350-353), vị hoàng đế nổi loạn của nhiều nước Tây Âu
10. Một Carausius, mệnh danh là nhà sử học Carausius II, có thể đã cố gắng chiếm đoạt khoảng giữa 354 và 358
11. Magnus Maximus (383-388) công nhận là hoàng đế của phương Tây bởi Theodosius I
12. Marcus (406), hoàng đế tuyên bố của quân đội Anh
13. Gratian (407), trụ sở tại Anh hoàng đế
14. Constantine III, một người lính Anh đã trở thành một kẻ soán ngôi ở phương Tây